# Pálava

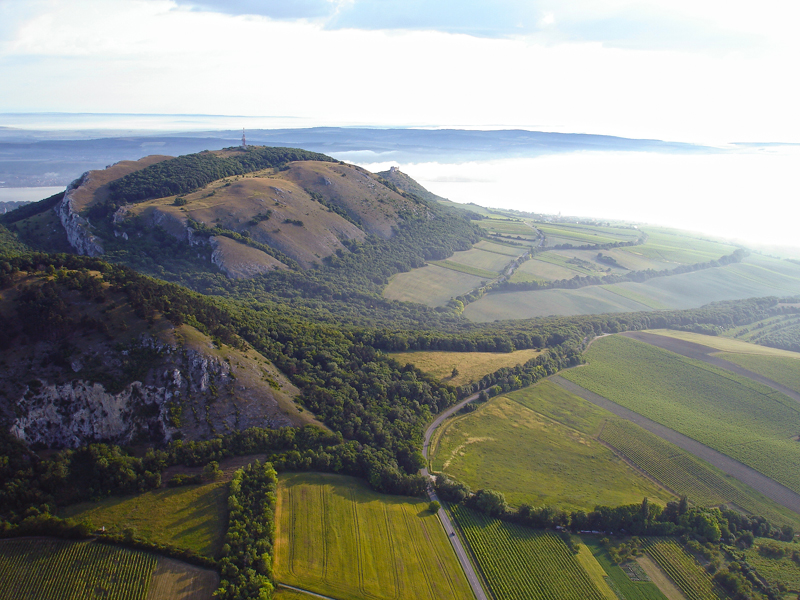
Tidig morgon i Pálava

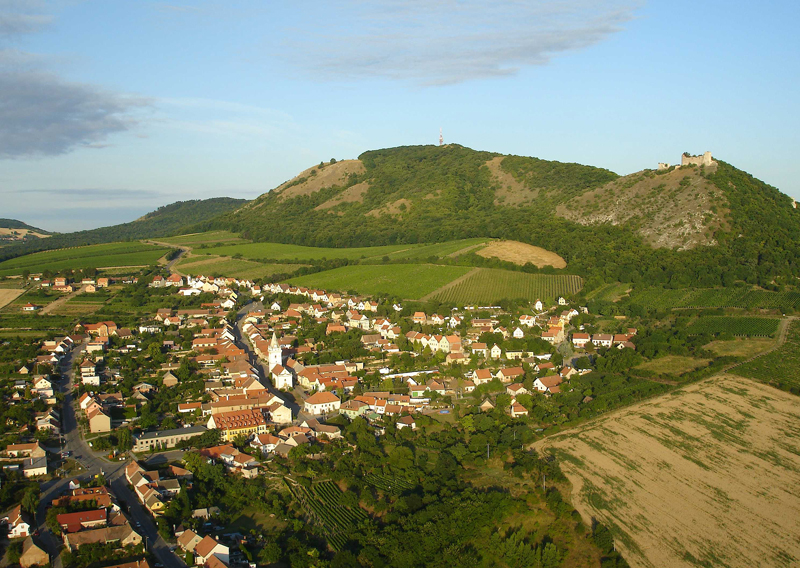
Vinbyar på Pálavas sluttning

Pálava (kallas även Pavlovkullarna) är en bergskam i södra Mähren som sträcker sig från byn Pavlov till den österrikiska gränsen. Kullarna är omgivna av kalkstensklippor och på två av topparna står borgruiner från medeltiden. Högsta kullen Děvín reser sig 549 meter över havet. Kullarna deklarerades 1986 som biosfärområde av Unesco. 
Området har varit bebott sedan forntiden vilket bekräftas av många arkeologiska fynd som gjorts på platsen.
Längs kullarna finns det flera vandrings- och cykelleder. Området är även känt för sin vinodling med staden Mikulov som dess centrum.